# M. Stanley Whittingham
M. Stanley Whittingham, född 22 december 1941 i Nottingham i England, är en brittisk-amerikansk kemist. Han tilldelades Nobelpriset i kemi 2019 tillsammans med John Bannister Goodenough och Akira Yoshino.